# Jonathan Harvey (compositor)
Jonathan Dean Harvey (Warwickshire, 3 de mayo de 1939-Lewes, 4 de diciembre de 2012 ) fue un compositor británico. Ocupó puestos docentes en universidades y conservatorios de música en Europa y los Estados Unidos y fue invitado frecuentemente a enseñar en escuelas de verano de todo el mundo. 

## Vida
Harvey nació en Sutton Coldfield y estudió en St John's College, Cambridge, y finalmente obtuvo un doctorado. También tomó clases privadas con Erwin Stein y Hans Keller siguiendo el consejo de Benjamin Britten. En 1969 ganó una beca Harkness en la Universidad de Princeton. En la década de 1980, Harvey produjo mucha música en IRCAM después de recibir una invitación de Pierre Boulez para trabajar allí.
En IRCAM, Harvey produjo obras como Speakings, una composición para grandes orquestas y electrónica, en colaboración con el artista de sonido y compositor Gilbert Nouno y los investigadores Arshia Cont y Grégoire Carpentier. El concepto de la obra era "hacer hablar a una orquesta". IRCAM es conocido por el análisis del habla y en esta pieza se desarrolló una tecnología especial para permitir que el análisis del habla se realizara en un contexto orquestal, utilizando algoritmos complejos que pueden procesar múltiples combinaciones posibles en un entorno de orquesta. El programa Orchidée computó tales análisis y proporcionó posibles orquestaciones al compositor. 
De 2005 a 2008, Harvey ocupó el puesto de compositor en asociación con la BBC Scottish Symphony Orchestra .
En 2009 fue compositor en residencia en el Huddersfield Contemporary Music Festival . Murió, a los 73 años, en Lewes . 

## Escritos
- 1975. La música de Stockhausen: una introducción . Berkeley y Los Ángeles: University of California Press. ISBN 0-520-02311-0
- 1976. "Luz interior (3)". Los tiempos musicales 117, no. 1596 (febrero): 125-27.
- 1981. Ferneyhough . Londres: Edición Peters.
- 1983. "Nuevas direcciones: un manifiesto". Sondeos: un diario de música 11 (invierno): 2–13.
- 1999a. Música e inspiración, editado por Michael Downes. Londres y Nueva York: Faber y Faber. ISBN 0-571-20025-7.
- 1999b. En Quest of Spirit: Pensamientos sobre la música. Las conferencias de Bloch. Con disco compacto de grabación de sonido. Berkeley y Los Ángeles: University of California Press. ISBN 0-520-21392-0 . Edición francesa, como Pensées sur la musique: la quête de l'esprit, traducida por Mireille Tansman Zanuttini en colaboración con y con una introducción de Danielle Cohen-Levinas . París: L'Harmattan, 2007. ISBN 2-296-03753-4. Edición en español, como Música e inspiración, traducida por Carme Castells. Barcelona: Global Rhythm Press, 2008; ISBN 978-84-96879-31-7, ISBN 84-96879-31-3
- 2007, con Jean-Claude Carrière. Círculos de silencio . La serie de Cahiers núm. 3. [París]: Centro para Escritores y Traductores, Arts Arena, AUP; Lewes [Inglaterra]: Sylph Editions. ISBN 0-9552963-3-1.

## Trabajos seleccionados
- Diálogo y canto para violonchelo y piano (1965/1977)
- Cuatro imágenes después de Yeats para piano (1969)
- Piano Trio (1971)
- I love the Lord, Motete (1976)[8][9][10]
- Cuarteto de cuerdas n. ° 1 (1977)
- O Jesu Nomen Dulce para coro (1979)
- Mortuos Plango, Vivos Voco, sonidos concretos manipulados por computadora (cinta octofónica pregrabada), para cinta (1980)
- Figuras míticas (1980)
- Bhakti para 15 intérpretes y cinta cuadrofónica (1982)
- Curve with plateaux para violonchelo solo (1982)
- Flight-Elegy para violín y piano (1983–89)
- Nataraja para flauta, piccolo y piano (1983)
- Nachtlied para soprano, piano y cinta (1984)
- Ven Espíritu Santo para coro (1984)
- Ricercare una Melodia para trompeta solista / violonchelo / flauta / oboe / trombón con sistema de retardo de cinta (1984)
- Ofrendas de canciones para soprano y conjunto de cámara de 8 jugadores (1985)
- Formas de vacío para el coro (1986)
- Dios es nuestro refugio para coro y órgano (1986).
- Madonna of Winter and Spring para orquesta, sintetizador y electrónica (1986)
- Laudes para coro y violonchelo solo (1987).
- Del silencio por soprano, 6 intérpretes y cinta (1988).
- Cuarteto de Cuerdas No. 2 (1988)
- Tres bocetos para violonchelo solo (1989)
- Melodías Rituales para cinta cuadrofónica (1989-90)
- Concierto para violonchelo (1990)
- Fantasia para órgano (1991)
- Serenata en Homenaje a Mozart para conjunto de 10 intérpretes de viento (1991)
- Escena para violín y conjunto de cámara de 9 intérpretes (1992).
- Lotos para el cuarteto de flauta (1992)
- Tú (1992)
- Canto para violonchelo solo (o solo viola) (1992–94)
- The Riot para flauta, piccolo, clarinete bajo y piano (1993)
- One Evening ... para soprano, mezzo, soprano, conjunto de cámara de 8 jugadores, 2 técnicos y electrónica (1993–94)
- Los ángeles para coro (1994)
- Tombeau de Messiaen para piano y cinta (1994)
- Advaya para violonchelo, teclado electrónico y electrónica (1994).
- Dum Transisset Sabbatum para coro (1995)
- Cuarteto de Cuerdas No. 3 (1995)
- Concierto de percusión (1997)
- Baile sufi para guitarra solista (1997)
- Wheel of Emptiness para el conjunto de cámara de 16 intérpretes (1997)
- Ashes Dance Back para coro y electrónica (1997)
- Death of Light / Light of Death para un grupo de cámara de 5 intérpretes después de la Crucifixión de Grunewald en el Altarte de Isenheim (1998)
- Alojamiento tranquilo para orquesta de cámara (1998).
- Valle de Aosta para 13 intérpretes y electrónica (1998).
- Marahi para coro no acompañado (1999)
- El despertar de Summer Cloud para coro, flauta, violonchelo y electrónica (2001)
- Vers para piano (2000)
- Jubilus para viola y conjunto de cámara (2003).
- Cuarteto de cuerdas n.º 4 con electrónica en vivo (2003)
- String Trio (2004)
- Body Mandala para orquesta (2006)
- El sueño de Wagner, ópera (2007)
- Otras Presencias para trompeta y electrónica (2008)
- Imaginaciones para chelo y electrónica en vivo.
- Philia's Dream para chelo y sintetizador
- Weltethos para orador, coro, coro infantil y orquesta (2011), encargado por la Filarmónica de Berlín[11]

## Otras lecturas
- Alcorn, P.M. (1992). "Perspectives of Electroacoustic Music: A Critical Study of the Electroacoustic Music of Jonathan Harvey, Denis Smalley and Trevor Wishart". Ph.D. diss. Durham: University of Durham.
- Beaumont, Adrian (1998). "Expectation and Interpretation in the Reception of New Music: A Case Study". In Composition—Performance—Reception: Studies in the Creative Process, edited by Wyndham Thomas, 93–104. Aldershot: Ashgate. ISBN 1-85928-325-X.
- Bossis, Bruno (2004). "Mortuos plango, vivos voco de Jonathan Harvey ou le miroir de la spiritualité". Musurgia: Analyse et pratique musicales 11, nos. 1–2 (Images de la Voix): 119–44.
- Bowling, Irene Ruth (1989). "British Piano Music Since 1945: A Selected Survey". DMA diss. Seattle: University of Washington.
- Brech, Martha (1993). Analyse elektroakustischer Musik mit Hilfe von Sonagrammen. Europäische Hochschulschriften XXXVI: Musikwissenschaft, Nr. 118. Frankfurt am Main: Peter Lang. ISBN 3-631-47427-X.
- Brech, Martha (1999). "Im Spannungsfeld zwischen Archaik und Moderne: Riten im Electronic Listening und der Elektroakustischen Musik". In Musik und Ritual: Fünf Kongreßbeiträge, zwei freie Beiträge und ein Seminarbericht, edited by Barbara Barthelmes and Helga de La Motte-Haber, 89–109. Veröffentlichungen des Instituts für Neue Musik und Musikerziehung Darmstadt, no. 39. Mainz: Schott. ISBN 978-3-7957-1779-7.
- Brown, David (1968). "Jonathan Harvey". The Musical Times 109, no. 1507 (September) 808–10.
- Denut, Éric (2002). "Chemins de traverse entre l'un et le multiple: Une introduction à l'œuvre de Jonathan Harvey". Musica falsa: Musique, art, philosophie, no. 16 (Fall): 36–39.
- Donin, Nicolas (2006). "Spatialization as a Compositional Tool and Individual Access to Music in the Future". Circuit: Musiques contemporaines 16, no. 3: 75–81.
- Foreman, Ronald Lewis Edmund (ed.) (1975). British Music Now: A Guide to the Work of Younger Composers. London: Elek.
- Fuchs, Jörn Florian (2007). "Buddhistische Träume aus Licht und Elektronik: Jonathan Harveys Wagner Dream am Grand Théâtre de Luxembourg uraugeführt (6. Juni 2007)". Wagnerspectrum 3, no. 2:185–86.
- Γεωργάκη, Αναστασία [Geōrgakī, Anastasia] (2004). "Η μεταφυσική διάσταση της συνθετικής τραγουδιστής φωνής στο έργο Mortuos Plango-Vivos Voco (J. Harvey, 1980)" [The Metaphysical Dimension of the Synthetic Singing Voice in the Work Mortuos plango, vivos voco (J. Harvey, 1980)]. Polyfōnia, no. 4 (Spring): 57–92.
- Griffiths, Paul (1984). "Three Works by Jonathan Harvey: The Electronic Mirror". Contemporary Music Review 1, no. 1 (Musical Thought at IRCAM) 87–109.
- Griffiths, Paul (1985). New Sounds, New Personalities: British Composers of the 1980s in Conversation with Paul Griffiths. London: Faber & Faber. ISBN 0-571-10061-9.
- Groot, Rokus de (2002). "De klank van het oosten: Transformaties in de westerse klassieke muziek onder invloed van concepten over het oosten—Klank en spiritualiteit". Krisis: Tijdschrift voor empirische filosofie 3, no. 4:96–105.
- Halász, Péter (1994). "Beszélgetés Jonathan Harvey angol zeneszerzővel" [Interview with the English Composer Jonathan Harvey]. Muzsika 37, no. 9 (September): 33–36.
- Jenkins, Matthew (2006). "A Search for Emptiness: An Interview with Jonathan Harvey". Perspectives of New Music 44, no. 2 (Summer): 220–31.
- Johnson, Julian M. (2003a). Precarious Rapture: The Recent Music of Jonathan Harvey. In Aspects of British Music of the 1990s, edited by Peter O'Hagan, 63–84. Burlington, VT: Ashgate. ISBN 0-7546-3041-2.
- Johnson, Julian M. (2003b). "A  [sic] Interview with Jonathan Harvey". In Aspects of British Music of the 1990s, edited by Peter O'Hagan, 119–29. Burlington, VT: Ashgate. ISBN 0-7546-3041-2.
- Joos, Maxime (2002). "'La cloche et la vague': Introduction à la musique spectrale—Tristan Murail et Jonathan Harvey". Musica falsa: Musique, art, philosophie, no. 16 (Fall): 30–31.
- Josipovici, Gabriel (1989). "Music and Literary Form". Contemporary Music Review 5 (Music and Text): 65–75.
- Palmer, John (1998a). "Jonathan Harvey's Inquest of Love: The Redemptive Spirit of Art". 20th-Century Music 5, no. 5 (May): 8–11.
- Palmer, John (1998b). "A Conversation with Jonathan Harvey". 20th-Century Music 5, no. 8 (August): 1–8.
- Palmer, John (1998c). "An Introduction to Jonathan Harvey's Bhakti". 20th-Century Music 5, no. 11 (November): 6–15.
- Palmer, John (1998d). "Structural Strategies and Pitch Gestalt in Jonathan Harvey's Bhakti". 20th-Century Music 5, no. 12 (December): 4–24.
- Palmer, John (2001). Jonathan Harvey's Bhakti for Chamber Ensemble and Electronics: Serialism, Electronics, and Spirituality. Studies in the History and Interpretation of Music 77. Lewiston, N.Y. : Edwin Mellen Press. ISBN 0-7734-7436-6.
- Samson, Jim (1981). "Nowe tendencje w angielskiej muzyce orkiestrowej" [New Trends in British Orchestral Music]. Muzyka: Kwartalnik poświęcony historii i teorii muzyki 26, no. 2:3–21.
- Smalley, Denis (1993). "Defining Transformations". Interface: Journal of New Music Research 22, no. 4 (November): 279–300.
- Smith, Pamela (1989). "Towards the Spiritual: The Electroacoustic Music of Jonathan Harvey". Contact, no. 34 (Fall): 11–16.
- Solōmos, Makīs (1998). "L'identité du son: Notes croisées sur Jonathan Harvey et Gérard Grisey". Résonance: Semestriel d'information musicale, no. 13 (March): 12–15.
- Sykes, Claire (2003). "Spiritual Spectralism: The Music of Jonathan Harvey". Musicworks: Explorations in Sound, no. 87 (Fall): 30–37.
- Thompson, Daniel N. (1999). "Beyond Duality: Stasis, Silence, and Vertical Listening". Current Musicology, nos. 67–68 (Fall–Winter): 487–517.
- Vandenheede, Jan (1992). "Jonathan Harvey's Ritual Melodies". Interface: Journal of New Music Research 21, no. 2) 149–83.
- Whittall, Arnold (1999). Jonathan Harvey. London: Faber. ISBN 0-571-19581-4. French edition, as Jonathan Harvey, translated by Peter Szendy, and Éric De Visscher. Paris: L'Harmattan, 2000. ISBN 2-7384-8860-9.
- Whittall, Arnold (2001). "Harvey, Jonathan (Dean)". The New Grove Dictionary of Music and Musicians, second edition, edited by Stanley Sadie and John Tyrrell. London: Macmillan Publishers.
- Winter, John (1985). "Jonathan Harvey's Church Music". Composer, no. 84 (Spring): 16–21.